# Mariel Ocampo
Mariela Ocampo Cayo (Lima, 26 de octubre de 1978) conocida como Mariel Ocampo es una modelo y actriz peruana.

## Biografía
En sus primeros años se dedicó a la gimnasta, y posteriormente formó parte de la selección en las modalidades reel y equilibrio. A los 14 años se dedicó al modelaje para empresas de ropa, y a los 19 se formó en diversos talleres de actuación. En la década de 2000 participó en obras teatrales, como Deseo bajo la lluvia, A Peruvian Trip to Mexico dirigida por Diego La Hoz y Baño de mujeres (adaptación de Baño de damas de Rodolfo Santana), esta última además de su adaptación al cine.
En 2002 el portal Perú.com la incluyó como modelo de portada para el especial del mundial de fútbol de ese año.
En 2001 incursionó en la telenovela Éxtasis. En 2003, tras la falta de actores para continuar en la producción, Panamericana la contrató para actuar en la tercera temporada de la serie de televisión Mil Oficios, con el rol de Milagros dentro de la habitación que residían Carola (Vanessa Jerí) y Giannina (Sandra Arana).
Debido a su popularidad como actriz televisiva, en 2005 participó en la telenovela Tormenta de pasiones (inicialmente Locas pasiones). A la vez que entró espontáneamente en la serie Así es la vida, de América, para volver a regresar en 2007 con el personaje Cassandra. También participó como antagonista en la serie Rita y yo y mi otra yo.
En 2006 participó en el Fashion Week Mexico para representar al diseñador Jorge Luis Salinas.
En 2007 viajó a México para estudiar en el Centro de Educación Artística de Televisa. Cuando postuló al centro, su director Eugenio Cobos le contó: «¿Por qué alguien famoso en su país quiere estudiar?», en relación con su carrera en Perú. Su estudio de un año le aseguró ingresar como personaje menor para Hasta que el dinero nos separe en 2010. Posteriormente consiguió entrar en otras producciones de la cadena, como personaje de reparto en los unitarios Como dice el dicho y La rosa de Guadalupe, y telenovelas como  Cita a ciegas en 2019, entre otros. También trabajo para la agencia de modelaje Essenza, en que realizó comerciales para Audi y Verizon.
En 2008 regresó a Perú para ingresar al reparto principal de Placeres y tentaciones como Agripina, una mujer fatal, de comportamiento libre.
Continuó en México, donde vive a lado de su esposo. En 2011 para protagonizar la película Los verduleros 4. En 2021 fue invitada en la serie de televisión Vecinos. En 2022 asume el rol de Magnolia Rivas Negrete, para la telenovela María Félix: la doña. En 2024, participa en la telenovela El precio de amarte.

## Vida privada
Es prima de las actrices Bárbara, Fiorella y Stephanie Cayo; además, es sobrina de la célebre Teresa Ocampo.
Tiene una hija nacida en 2013.

## Filmografía

### Televisión
- Éxtasis (2001) como Marlene.
- Mil Oficios (2003) como Milagros.
- Tormenta de pasiones (2005-07) como Sandra.
- Así es la vida (2005, 2007) como Kassandra.
- Amores como el nuestro (2006) como Analú.
- Placeres y Tentaciones (2009) como Agripina "Pina".[14]
- Rita y yo y mi otra yo (2009) como Sofía.[14]
- La rosa de Guadalupe como varios roles.[13]
- Como dice el dicho como varios roles.[13]
- Vecinos (2021) como invitada.[21]
- María Félix: La Doña (2022) como Magnolia Rivas Negrete.

### Teatro
- Deseo bajo la lluvia (2002) como Natalia.
- A Peruvian Trip to Mexico dirigida por Diego La Hoz (2002) como Andrea.
- Baño de mujeres (2002) como Valeria.

### Cine
- Los verduleros 4 (2011) como Susana Yecaterina.
- Baño de damas (2002) como Amanda.
- Doble juego (2004) como Bárbara.